# Мирошниченко, Николай Егорович
Николай Егорович Мирошниченко — токарь Харьковского тракторного завода имени С. Орджоникидзе, Герой Социалистического Труда.

## Биография
Родился в 1917 году в селе Куриловка. Член КПСС.
В 1934—1977 гг. — рабочий Харьковского тракторного завода, участник Великой Отечественной войны, токарь Харьковского тракторного завода имени С. Орджоникидзе Министерства тракторного и сельскохозяйственного машиностроения СССР.
Указом Президиума Верховного Совета СССР от 5 августа 1966 года присвоено звание Героя Социалистического Труда с вручением ордена Ленина и золотой медали «Серп и Молот».
Избирался депутатом Верховного Совета СССР 6-го и 7-го созывов.
Умер в Харькове.